# Peter Sellers
 Richard Henry Sellers (Southsea, Hampshire, 1925. szeptember 8. – London, 1980. július 24.), ismert nevén Peter Sellers, BAFTA- és Golden Globe-díjas brit színész, komikus. 
Legjelentősebb szerepe Jacques Clouseau felügyelő A Rózsaszín Párduc filmsorozatból.

## Pályafutása
Színészcsaládban született, protestáns, illetve zsidó szülőktől. A Brit Királyi Légierőnél a katonaideje alatt dobolt, zongorázott és mókamester volt. Miután leszerelt, önálló műsorokban lépett fel, különböző színházakban. Lehetőséget kapott egy meghallgatásra, mely segítségével bekerült egy rádiós műsorba.
1951-től a The Goon Show című rádiós vígjáték-sorozat egyik főszereplője volt. Az ötvenes évek közepén már televíziós munkákat kap. Tévéjátékokban játszik, majd egész estés filmekben. Az ordító egér, a Dr. Strangelove című filmekben hármas szereposztást kap, a Puha ágyak, kemény csaták-ban pedig hat szerepet játszik el. Ezt nem csak színészi kiválóságának köszönhette, hanem hangi adottságainak is. Rendkívül sok akcentust tudott megjeleníteni, különböző hangmagasságokon, különböző egyéni hangokon.
Filmes karrierje legismertebb karaktere Jacques Clouseau felügyelő, a Rózsaszín Párduc sorozatban. A filmsorozat hat részében (a Felügyelő életveszélyben is a sorozathoz tartozik) egy ügyetlen, botladozó francia nyomozót alakít, aki bár fogyatékosságával felhívja magára a figyelmet és állandóan bosszantja felettesét, végül mindig megoldja az ügyet. A karaktert Blake Edwards, a filmek rendezője találta ki. A karakter annyira sikeres lett, hogy 2006-ban és 2009-ben Steve Martin újra megformálta.
A Rózsaszín Párduc románca film előkészületeit érte csak meg. A Rózsaszín Párduc nyomában címet viselő film az emlékére készült. A főcím elején: „Peternek, az egyetlen Clouseau felügyelőnek”. A Peter Sellers által játszott jeleneteket előzőleg felvett, kimaradt jelenetekből válogatták össze.
Jó kapcsolatot ápolt a Beatles együttessel, Roman Polańskival. Közeli kapcsolatban állt Sophia Lorennel, Blake Edwards-szal és a brit királyi családdal.

## Magánélete
Négyszer volt házas:
- Anne Hayes (1951–1961)
- Britt Ekland (1964–1968)
- Miranda Quarry (1970–1974)
- Lynne Frederick (1977–1980)

Három gyereke született, egy fiú: Michael (1954–2006), két lány: Sarah (1957) és Victoria (1965).

## Halála
1980. július 21-én Sellers Genfből Londonba érkezett. Mielőtt elment volna a Dorchester Hotelbe, előtte ellátogatott a Golders Green krematóriumba, ahol megnézte a szülei nyughelyét. Azután azt tervezte, hogy július 22-én részt vesz egy előre megtervezett vacsorán, és találkozik Spike Milligannel és Harry Secombe-val. A vacsora napján Sellers a szállodai lakosztályában ebédelt, nem sokkal később szívrohamot kapott és összeesett. A Londoni Middlesex Kórházba vitték, ahol nem sokkal éjfél után, 1980. július 24-én meghalt 54 évesen.

## Díjai

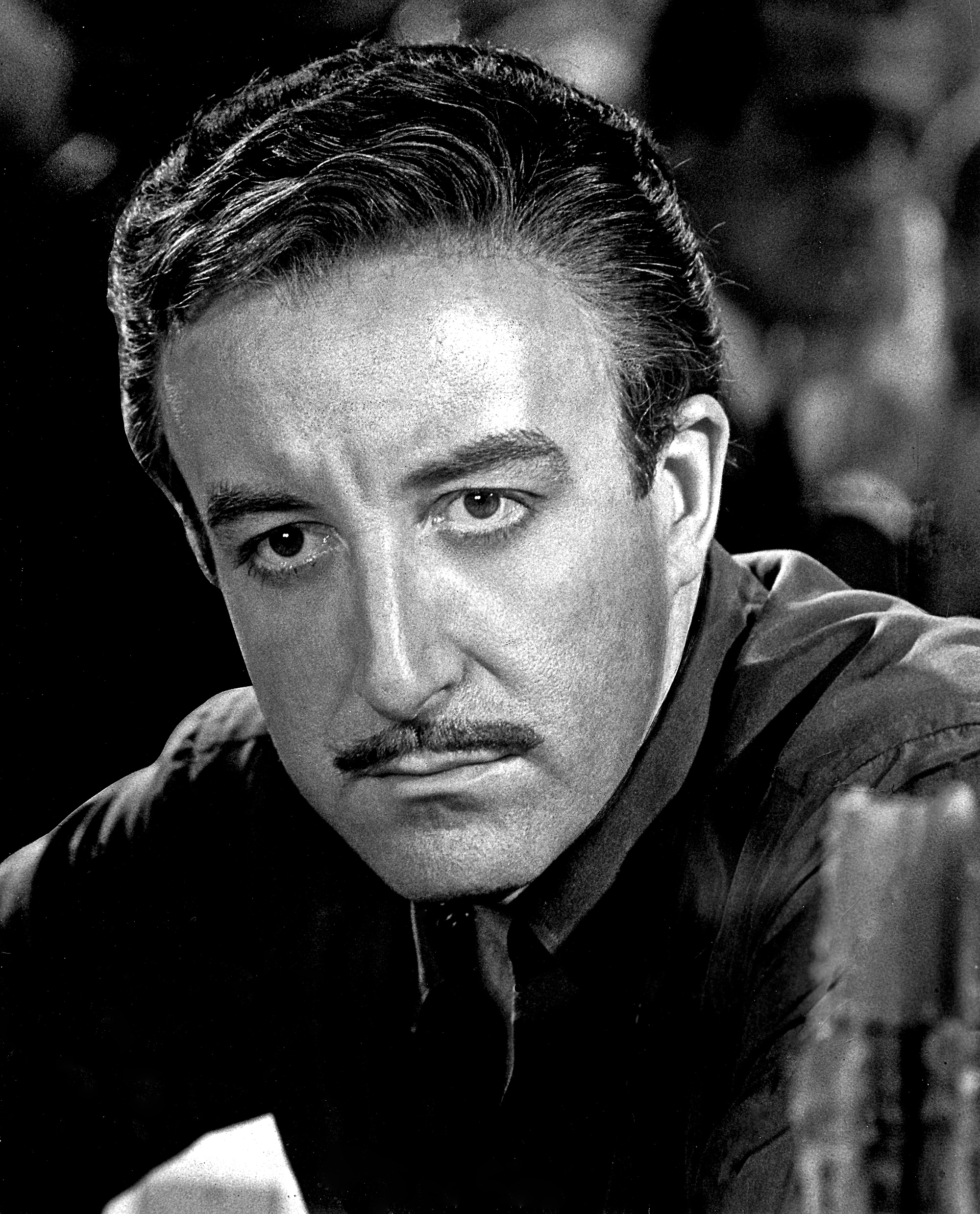
1966-ban

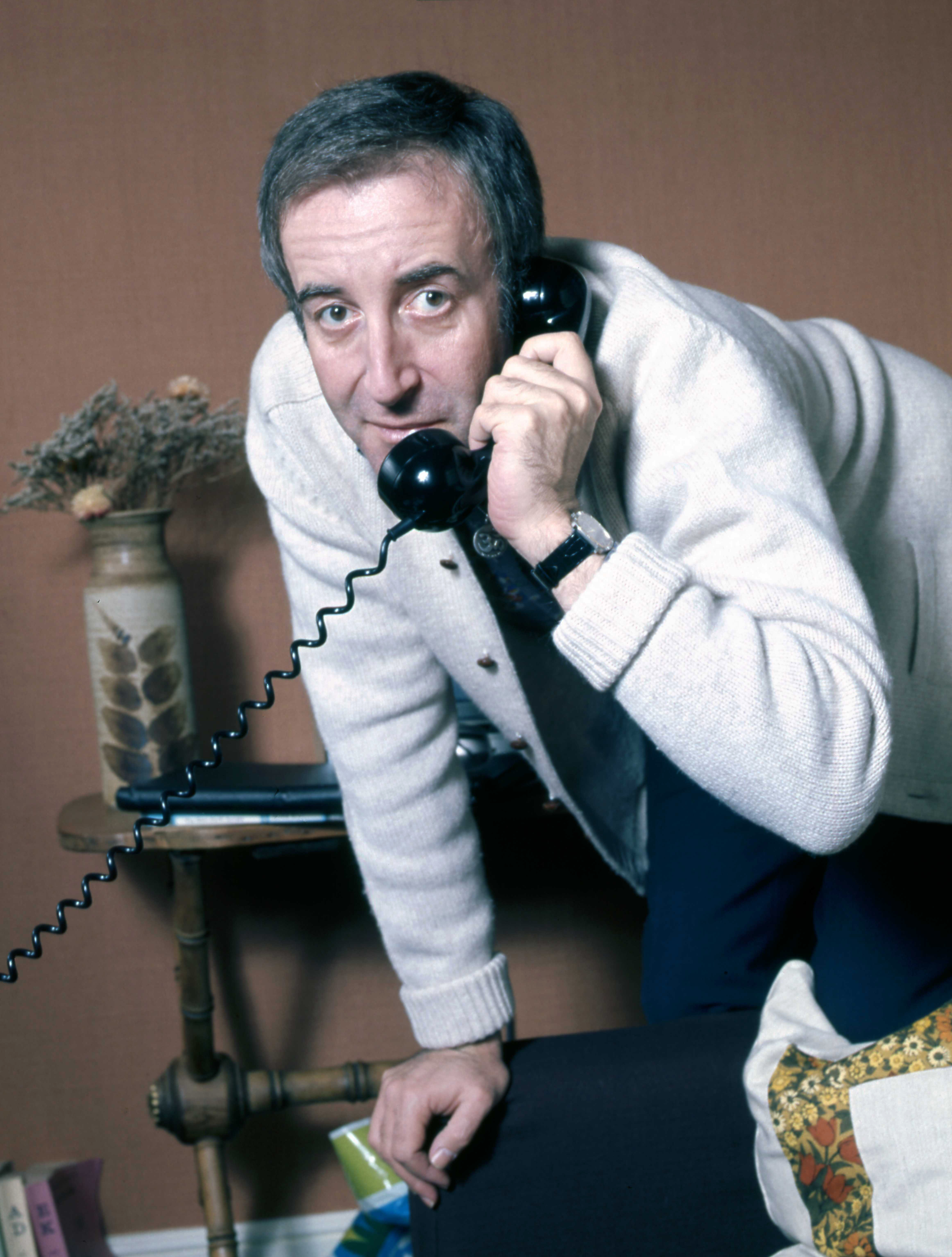
1974-ben Londonban

- National Board of Review Award (Legjobb színész: 1979)
- London Film Critics Circle Special Award (1979)
- Evening Standard British Film Award (Legjobb színész: 1975)
- Golden Globe-díj: (Legjobb színész: 1979)[8]
- A Brit Birodalom Rendje, Parancsnoki Kereszt (CBE, 1966)
- BAFTA-díj (Legjobb brit színész: 1959)[9]

## Érdekességek
- Ő volt az első férfi, aki a Playboy címlapján szerepelt, 1964 áprilisában.

## Filmjei
- A jó öreg dr. Fu Manchu (1980)
- Isten hozta, Mr... (1979)
- Királyi zűr A zendai fogoly (1979)
- A Rózsaszín Párduc bosszúja (1978)
- A Rózsaszín Párduc újra lecsap (1976)
- Meghívás egy gyilkos vacsorára (1976)
- A Rózsaszín Párduc visszatér (1975)
- Puha ágyak, kemény csaták (1974)
- Alice Csodaországban (1972)
- Egy nap a tengerparton (1972)
- Lány a levesemben (1970)
- Hoffman (1970)
- A csodatévő (The Magic Christian) (1969)
- Szeretlek, Alice B. Toklas! (1968)
- Estély habfürdővel (1968)
- The Bobo (1967)
- A nő hétszer (1967)
- Egymillió karátos ötlet (1966)
- Casino Royale (1966)
- Mi újság, cicamica? (1965)
- Felügyelő életveszélyben (1964)
- Henry Orient világa (1964)
- Dr. Strangelove, avagy rájöttem, hogy nem kell félni a bombától, meg is lehet szeretni (1964)
- A rózsaszín párduc (1963)
- A törvény balkeze (1963)
- Lolita (1962)
- Torreádor-keringő (1962)
- Csak ketten játszhatják (1962)
- Topáz úr (1961)
- Autótolvajok (Never Let Go) (1960)
- Ki az erősebb? – A nemek harca (The Battle of the Sexes) (1960)
- Az ordító egér (1959)
- Hüvelyk Matyi (1958)
- Meztelen igazság (1957)
- Betörő az albérlőm (1955)

## Fordítás
- Ez a szócikk részben vagy egészben  a   Peter Sellers című angol Wikipédia-szócikk fordításán alapul.  Az eredeti cikk szerkesztőit annak laptörténete sorolja fel. Ez a jelzés csupán a megfogalmazás eredetét és a szerzői jogokat jelzi, nem szolgál a cikkben szereplő információk forrásmegjelöléseként.

## További információ
- Hivatalos oldal
- Peter Sellers a PORT.hu-n (magyarul)
- Peter Sellers az Internetes Szinkronadatbázisban (magyarul)
- Peter Sellers az Internet Movie Database-ben (angolul)
- Peter Sellers a Rotten Tomatoeson (angolul)
- Peter Sellers az AlloCiné weboldalán (franciául)
- Peter Sellers Profile. Famousfix.com. (Hozzáférés: 2023. február 9.)